# Chura Liyaa Hai Tumne – Du hast mein Herz geraubt
Chura Liyaa Hai Tumne ist ein Bollywoodfilm aus dem Jahr 2003 und eine Neuverfilmung des Hollywoodklassikers Charade mit Audrey Hepburn und Cary Grant. Gedreht wurde überwiegend in der thailändischen Hauptstadt Bangkok und in Goa, Indien.

## Handlung
Tina reist nach Bangkok um ihren Onkel zu besuchen, doch dort teilt man ihr mit, dass dieser bei einem Unfall ums Leben gekommen ist. Hinzu kommt noch die kriminelle Geschichte ihres Onkels: Tony war ein Gangster und an einem Goldraub in Indien beteiligt.
Schon bald hat Tina Tonys Ex-Partner – Om, Sheena und Chingar – am Hals, die es auf die 100 Millionen Rupien abgesehen haben. Der einzige, der Tina beschützt, ist der charismatische Vijay. Doch auch er scheint nicht der zu sein, den er vorgibt. Hinter ihrem Rücken freundet er sich mit der Gangsterbande an. 
Auch der indische Botschafter Deepak Chopra versucht, ihr zu helfen, und gewinnt somit auch Tinas Vertrauen. Je mehr ans Tageslicht kommt, umso mysteriöser wird der Fall – vor allem als Chingar und Sheena tot aufgefunden werden.
Zum Schluss stellt sich heraus, dass sie sich bei Deepak gewaltig getäuscht hatte. Bei einem Anruf in der indischen Botschaft begreift sie, welches falsche Spiel Deepak mit ihr spielt, nur um an das Geld heranzukommen. So stellt sich heraus, dass Deepak alias Mahesh Yogi der mysteriöse Mörder ist. Als sich alles aufgeklärt hat, zeigt auch Vijay sein wahres Gesicht: Er ist der CBI-Inspektor Vishal Malhotra und wurde für diesen Fall beauftragt, Tina zu beschützen.

## Musik
| Song                        | Sänger/in                     |
| --------------------------- | ----------------------------- |
| Chura Liyaa Hai Tumne       | Alka Yagnik & Shaan           |
| Mohabbat Hai Mirchi         | Shaan                         |
| Mohabbat Hai Mirchi (Remix) | Shaan                         |
| Dont You Love Me Baby       | Alka Yagnik & Shaan           |
| Boys Are Best               | Sunidhi Chauhan & Shaan       |
| Dil Hai Mera                | Mahalaxmi Iyer & Udit Narayan |
| Love Theme                  |                               |

## Auszeichnungen
Zee Cine Award-Nominierung:
- Zee Cine Award/Bester Debütant an Zayed Khan

## Hintergrund
- Dies ist der Debütfilm von Zayed Khan, der allerdings mit seinem zweiten Film Main Hoon Na den Durchbruch schaffte.